# Mahkota Parade
Mahkota Parade est un centre commercial de Malacca, en Malaisie.